# توچینی، شهرستان بیدگسزکز
توچینی، شهرستان بیدگسزکز (به لاتین: Tuszyny, Bydgoszcz County) یک منطقهٔ مسکونی در لهستان است که در Gmina Koronowo واقع شده‌است.